# Friedrich Oltmanns
Friedrich Oltmanns, de son nom complet Johann Friedrich Oltmanns, (11 juillet 1860 - 13 décembre 1945) est un botaniste allemand.